# Kågströms repslageri
Kågströms repslageri, tidigare repslageriet på Storkåge, är ett repslageri i Kåge, Skellefteå kommun, grundat 1874 av Johan Andersson Kågström. Verksamheten är fortfarande i drift. Enligt uppgifter från 2008 var verksamheten på plats 45 över Sveriges äldsta företag.

## Historia

### Bakgrund
I mitten av 1800-talet var Kåge en viktig  importhamn. Där fanns två skeppsvarv, en såg, en kvarn, ett par garverier samt tidigt två repslagerier på Ön.

### Verksamheten
År 1874 grundades Kågströms repslageri av Johan Andersson Kågströms i Kåge. Kågström var bosatt i fattighuset men tog gesällbrev och fick då ta över en gammal nedlagd repslagarbana på Ön, som använts under den tid då fartyg riggades i Kåge. Banan var utan tak och väggar men det fanns en bod för verktyg, maskiner och för lager- och råvaror. Verksamheten övertogs på 1890-talet av Kågströms son Andreas. Under hans tid sysselsattes tre till sex gesällbrev vid repslageriet.
Vid laga skiftet 1910 flyttades verksamheten till Granden på norra sidan Kågeälven. Även byggnaderna flyttades då med. År 1928 flyttades hampboden och den 80 meter långa repslagarbanan till den nuvarande platsen. Samma år elektrifierades banan och den fick då tak och väggar. Även en spinnstol med elmotor samt belysning installerades i repslagarbanan, hampboden och i häckelboden en trappa upp. Fram till 1950-talet var repslageriet i drift, därefter övergick man till att bli grossistföretag för tågvirke. År 1953 övertogs verksamheten av Marcus, ett barnbarn till grundaren Johan Andersson Kågström. Marcus son Nils Kågström övertog verksamheten 1988.
År 1989 togs repslageriverksamheten tillfälligt återigen bruk i samband med att en kopia av segelfartyget Jacobstads Wapen byggdes. Företaget tillverkade då tågvirket till fartyget. Grossistverksamheten bedrevs 2023 i en närliggande byggnad.

## Byggnaden
Repslageriet har bevarats i originalskick, vilket är det enda norr om Hälsingland. Det är också  fullt användbar och beskrivs därför av Länsstyrelsen i Västerbottens län som "unik i Övre Norrland". Repslageriet, inklusive "maskiner och utrustning som hör till repslageriets verksamhet" är förklarat som byggnadsminne sedan den den 19 mars 1991. Byggnaden ägs av Skellefteå museum.